# نيكولا بين
نيكولا بين (بالإيطالية: Nicolas Bean)‏ هو متزلج على مسار قصير إيطالي، ولد في 8 أكتوبر 1987 في أوتاوا في كندا.

## وصلات خارجية
- نيكولا بين على موقع ShortTrackOnLine.info (الإنجليزية)
- نيكولا بين على موقع اللجنة الأولمبية الدولية (الإنجليزية)
- نيكولا بين على موقع أوليمبيديا (الإنجليزية)